# ألموتريبتان
ألموتريبتان (بالإنجليزية: Almotriptan) هو دواء يستخدم لعلاج الصداع النصفي، وهو من مجموعة التريبتانات، طورته وانتجته ألميرال.

## الأسماء التجارية
- في الولايات المتحدة وكندا: Axert
- في إسبانيا: Amignul
- في إيطاليا: Almotrex
- في بقية البلدان: Almogran

## الجرعات المتوفرة
- في الولايات المتحدة وكندا: 6.25 ملغ
- في بقية البلدان: 12.5 ملغ